# Ґото (Нагасакі)

Ґото́ (яп. 五島市, ごとうし, МФА: [gotoː ɕi̥]?) — місто в Японії, в префектурі Нагасакі.     Отримало статус міста 2004 року. Площа становить 420,85 км². Станом на 1 серпня 2011 року населення складало 39 500  осіб, густота населення — 93,9 осіб/км².     

## Історія
У середньовіччі архіпелаг Ґото був осередком японських піратів. У 15 столітті заможні пірати перетворилися на регіональних володарів, отримавши статус самураїв. У другій половині 16 столітті острови Ґото відвідали єзуїтські місіонери, які навернули у християнство місцевих самураїв та значну частину населення. Остров'яни зберігали відданість своїй новій вірі навіть у період гонінь 17 — 19 століття.
У 1603–1871 роках містечко Фукуе, складова сучасного міста Ґото, було центром автономного уділу Фукуе. Цей уділ належав самурайському роду Ґото, який мав піратське походження.
Ґото отримало статус міста 1 серпня 2004 року.